# Hancock (villa)
Hancock es una villa ubicada en el condado de Delaware en el estado estadounidense de Nueva York. En el año 2000 tenía una población de 1,189 habitantes y una densidad poblacional de 291 personas por km².

## Geografía
Hancock se encuentra ubicada en las coordenadas 42°9′8″N 74°31′18″O / 42.15222, -74.52167.

## Demografía
Según la Oficina del Censo en 2000 los ingresos medios por hogar en la localidad eran de $27,419, y los ingresos medios por familia eran $36,083. Los hombres tenían unos ingresos medios de $27,455 frente a los $17,188 para las mujeres. La renta per cápita para la localidad era de $16,616. Alrededor del 15.6% de la población estaban por debajo del umbral de pobreza.